# Marc Estève
 (décembre 2012).
Marc Estève est auteur de chansons françaises.

## Biographie
Né à Taza au Maroc, Marc Estève s'installe à Toulouse.
Après avoir tenu la basse et écrit nombre de sombres textes sur deux albums du groupe Maria, il participe à l'écriture de l'album Chambre avec vue d'Henri Salvador sorti en 2000. Sur cet album, il signe deux titres avec Art Mengo, Il fait dimanche et Vagabonds. L'album reçoit la Victoire de l'album de chansons 2001 et se vend à plus de deux millions d'exemplaires, score qu’Henri Salvador n'avait jamais atteint. 
La même année, Marc Estève écrit Dix Choses pour Florent Pagny sur l'album Châtelet les Halles.
En 2001, Marc Estève rencontre Enrico Macias et son fils Jean-Claude Ghrénassia, musicien, arrangeur et producteur. Leur première collaboration sera l'album Oranges amères dans lequel il signe huit titres, dont Mes Andalousies, Rien que du bleu, Valse à l'envers et Oranges amères, aux côtés de Jean-Loup Dabadie, Art Mengo et Kent. 
En 2003, Art Mengo, avec lequel les collaborations se multiplient, sort chez Polydor La Vie de château. La plupart des textes sont signés Marc Estève. Le premier single, Je passerai la main, est mixé à New York par Jay Noland. On retiendra également le titre Ultramarine. Au cours de l'enregistrement de cet album, Marc Estève rencontre Marie Nimier, prix Médicis 2004 pour La Reine du silence, auteur de romans de théâtre et de chansons. Par la suite, il coécrit avec elle des chansons pour Art Mengo, Juliette Gréco (Testament rose), Lara Guirao ou encore Maurane (C'est pas dans ma nature ou Mon ange veille sur les albums Si aujourd'hui et Fais-moi une fleur).
Liane Foly fait également appel au duo Art Mengo & Marc Estève pour un album en 2008, Le goût du désir.
Entre-temps, il écrit quelques chansons de l'album Loin de Lambert Wilson.
Pour Dick Rivers, avec Peter Kingsbery (chanteur de Cock Robin devenu un ami) il écrit Amour et blue-jeans.
En 2014, il écrit un titre phare de l'album Baron samedi de Bernard Lavilliers (avec Téofilo Chantre à la composition), Y a pas qu'à New York, un titre référence à un poème de Blaise Cendrars.
Marc Estève écrit en portugais (Fazes me falta pour Lura), en anglais, et même parfois en arabe (Alif ba ta tsa sur l'album Ou le contraire pour Mouss et Hakim.
Marc Estève est devenu un « régulier » de nombreux artistes, il poursuit ainsi une étroite collaboration avec Enrico Macias (albums La vie populaire, Les clefs, Voyage d'une mélodie), Art Mengo (albums Sujet libre, Entre mes guillemets, Ce petit chemin), Téofilo Chantre, Maurane, etc. À côté de ses collaborations avec des artistes reconnus, il écrit également  pour de nombreux jeunes chanteurs (Davy Kilembé, Julien Loko, Daby Touré, Boloc…).
Parallèlement à son activité d'auteur, Marc Estève devient également intervenant textes pour les Rencontres d'Astaffort (Voix du sud) créées par Francis Cabrel.  Il y participe au projet L'Enfant porte, spectacle musical sur l'illettrisme né d'une rencontre avec le jeune public. Il anime des ateliers d’écriture sur Toulouse et sa région.

## Discographie
Paroles
- Henri Salvador, album Chambre avec vue, Bonsoir amis
- Bernard Lavilliers, album Baron Samedi
- Enrico Macias, albums, Oranges amères, la vie populaire, Voyage d'une mélodie[2], Venez tous mes amis, Les clefs
- Juliette Gréco, album Je me souviens de tout
- Sylvain Cazalbou, album Bel Avril
- Art Mengo, albums La vie de château, Entre mes guillemets, Sujet libre, Ce petit chemin, en duo avec Lara Guirao La Maison Des Ailes[3]
- Maurane, albums Fais-moi une fleur, Si aujourd'hui
- Liane Foly, album Le goût du désir[4]
- Lambert Wilson, album Loin
- Isabelle Caux, album Everest
- Daby Touré, album Languages
- Téofilo Chantre, albums Azulando, Viaja, MeStissages
- Dick Rivers, album Dick
- Wallace, Sept ou huit en milliards
- Romane Serda, album Ailleurs
- Mouss et Hakim de Zebda, album Ou le contraire
- Cristina Marocco, album Je te dirais que tout est beau
- Marie-Amélie Seigner, album Merci pour les fleurs
- Maria Et, album La fuite en avant
- Max Bale, album Troubles fêtes
- Jeff Bodart, album Canadair
- Bertille, Du vent dans les voiles
- Telegram, album Le long des méridiens
- Serge Faubert, album Notre monde est beau
- Hervé Paul, album Le chemin des dames
- Mariana Ramos, album Suivadança
- Julien Loko, album Macadam Cow-boy
- Davy Kilembé, album Les déménageurs, Mille excuses et sans regrets
- Boloc, album Si ça me chante et Martin Luther qui?
- Nancy Viera, album Si jamais, les lendemains de carnaval, the place to be
- Mouss/Hakim/Djam, Confinement méditerranéen, Être loin de ses proches
- Sylvain Reverte, Je t'MC2

En langues étrangères
- Wacky Races, album We are WR
- Nancy Viera, cover The place to be
- Céline Rodolph, cover Das rote boot
- Lisa Ekdhal/Henri Salvador, All I really want is love
- Lucie Dora Duncan, Benti
- Best of chansons portugaises année 2005, Amo te Portugal

Co-écritures
- avec Francis Cabrel, Ton Héritage (Conte, L'enfant porte)
- avec Maxime le Forestier, Le square des Batignoles (Languages de Daby Touré)
- avec Marie Nimier, Testament rose (Juliette Gréco), Fais-moi une fleur (Maurane), Le sablier (Enzo Enzo), Nouvelle arche (Art Mengo), Le sablier, Rideau (Lara Guirao, Art Mengo)
- avec Sylvain Cazalbou, Les mains pleines (Bel Avril)
- avec Emmanuelle Cosso-Mérad, Je traîne (Sylvain Reverte)